# Thierry Peponnet
Thierry Peponnet (francès: Thierry Péponnet)  (Le Havre, 7 de setembre de 1959) és un regatista francès, doble medallista olímpic.
El 1984 va prendre part en els Jocs Olímpics d'Estiu de Los Angeles, on va guanyar la medalla de bronze en la categoria classe 470 del programa de vela. Va compartir vaixell amb Luc Pillot. Quatre anys més tard, als Jocs de Seül, guanyà la medalla d'or en la mateixa prova, repetint company d'embarcació.
En el seu palmarès també destaquen una medalla d'or i una de plata al Campionat del món de vela i dues d'or, dues de plata i dues de bronze al Campionat d'Europa de vela. El 1993 guanyà la Volta a França en vela.
És germà de Daniel Peponnet i oncle de Kevin Peponnet.